# 外国樹種見本林

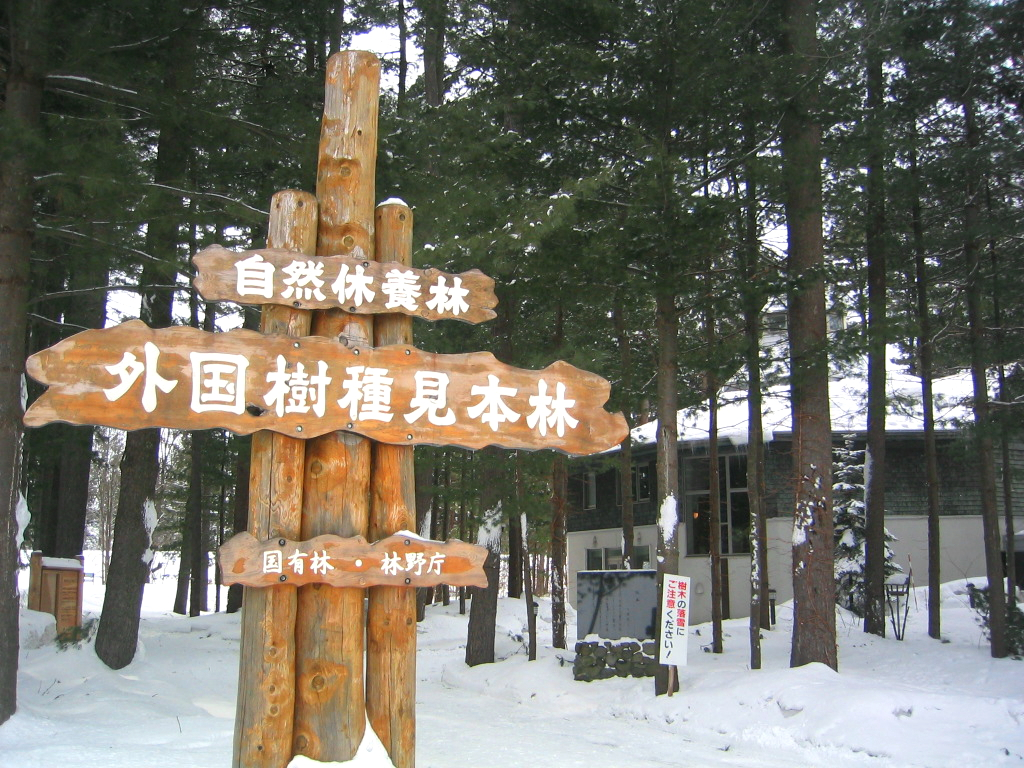
外国樹種見本林

外国樹種見本林（がいこくじゅしゅみほんりん）は、北海道旭川市にある国有林。

## 概要
明治期の北海道開拓において、木材需要の増加による用材や薪材の不足、河川の氾濫、漁獲高の減少などが生じ、伐採地跡に植林する際に外国樹種の特性を確認するため1898年（明治31年）に造成が開始された。
行政的には嵐山・神居自然休養林を構成する3地区内の1地区であり、北海道森林管理局の上川中部森林管理署が管理する。
旭川市の国道237号に近い美瑛川のほとりに位置する見本林は、総面積約15haで散歩道が整備されており、自由に散策できるようになっている。
三浦綾子の小説『氷点』の舞台として有名で、入口近くに三浦綾子記念文学館がある。

## 歴史
- 1898年（明治31年）：ストローブマツ、ヨーロッパアカマツ、ヨーロッパカラマツの3種類を植林[1]。
- 1926年（大正15年）：トドマツが植樹される。
- 1970年（昭和45年）：国有林を市民に開放するレクリエーションの森として整備される[1]。
- 1998年（平成10年）：三浦綾子記念文学館建設[1]。
- 2004年（平成16年）：台風18号により大きな被害を受ける[1]。
- 2018年（平成30年）：三浦綾子記念文学館・別館（分館）建設。

## 交通
- JR旭川駅より旭川電気軌道バスか道北バスに乗車。「神楽4条8丁目」バス停より徒歩で約5分。

## 典拠
1. 1 2 3 4 5 6 7  “旭川の国有林「外国樹種見本林」を知ろう”.   林野庁. 2024年8月25日閲覧。
2. ↑  上川中部森林管理署・レクリエーションの森